# Namysłów
Namysłów este un oraș în Polonia.